# Kazanów (Przemyśl)
Kazanów – część miasta Przemyśla oraz osiedle administrayjne nr 6 miasta Przemyśla (jednostka pomocnicza gminy)
Położony jest w północno-zachodniej części miasta i obejmuje ulice: Generała Mieczysława Boruty-Spiechowicza, Generała Józefa Chłopickiego, Czwartaków, Daleka, Generała Józefa Dwernickiego, Gościnna, Hoża, Jarosława Iwaszkiewicza, Kazanowska, Jana Kochanowskiego strona prawa do nr 80, strona lewa do nr 83, Kordiana, Waleriana Kramarza, Joachima Lelewela, 3 Maja strona prawa od nr 80 do końca, strona lewa od nr 35 do nr 109 i od nr 129 do końca, Świętego Jana Nepomucena strona lewa od nr 35 do końca, Mokra, Stefana Okrzei, Kazimierza Opalińskiego, Władysława Orkana, Ostrołęcka, Ignacego Paderewskiego strona prawa do nr 20A, strona lewa nr 1, Popielów, Ignacego Prądzyńskiego, Kazimierza Pułaskiego, Jana III Sobieskiego strona lewa cała, Studencka, Wita Stwosza, Józefa Sułkowskiego, Kazimierza Przerwy-Tetmajera, Romana Żulińskiego, Żwirki i Wigury.
W 2023 roku liczba mieszkańców Kazanowa wynosiła 5805.